# Norrskata
Norrskata (finnois : Norrskata) est une île de l'archipel de Turku à Pargas en Finlande.

## Géographie
La superficie de l'île est de 14,35 kilomètres carrés,.
L'île compte, entre autres, la marina Norrskata Alexandra's, qui a une boutique d'été, un café et deux restaurants, un bureau de poste, une bibliothèque, une pharmacie, et quelques sociétés de location de gîtes.
En plus de l'église évangélique luthérienne de Norrskata, Houtsala abrite la salle de prière et le centre du camp de la congrégation pentecôtiste de Bethania, ainsi qu'un cimetière et une chapelle funéraire.
Norrskata abrite également une caserne de pompiers du service de secours de Finlande propre, avec une unité de pompiers volontaires.
La liaison de transport la plus importante vers Norrskata sont les traversiers  L/A Stella et L/A Mergus de Finferries, qui opèrent plusieurs fois par jour entre Korppoo, Houtskari et Norrskata.